# Мало убиство међу пријатељима
Мало убиство међу пријатељима (енгл. Shallow Grave), британски је црнохуморни криминалистички филм из 1994. године. Ово је дебитантски дугометражни филм британског редитеља Денија Бојла. У филму играју Јуан Мекгрегор, Кери Фокс и Кристофер Еклстон.

## Радња
Три блиска пријатеља: Алекс Ло, Дејвид Стивенс и Џулијет Милер деле пространи стан у Единбургу, Шкотска. Треба им четврти цимер, трио се оглашава у новинама. Они који долазе у просторију подвргнути су жестоком испитивању, вређању и постављању непримерених питања, што неописиво засмејава све троје. Као резултат тога, заустављају се код мистериозног Хуга, који је био у стању да се покаже као занимљива и тактична особа. Али само неколико дана касније испоставило се да је њихов нови станар умро од предозирања дрогом. Гледајући по својој соби, Алекс случајно открива кофер пун новца, а пријатељи одлучују да присвоје његов садржај. Али зато се морају отарасити леша - одсецати ноге и руке, избијати зубе и унаказити тело до непрепознатљивости. Уз то, како би се и очекивало, новац има и друге власнике који су решени да га врате по сваку цену.
Док Џулијет и Алекс троше новац купујући непотребне скупе ствари, Дејвид, који је морао да уради сав посао да се ослободи тела, почиње да лудује. Закључава се на таван, претходно избушивши рупе на плафону да би посматрао стан, а новац сакрио у сеф. Односи између Џулијет, Алекса и Дејвида постају све затегнутији, између њих више нема поверења. Остаје питање, ко ће бити слаба карика?